# Spinning Around
Spinning Around е песен от австралийската певица Кайли Миноуг от седми студиен албум Light years (2000). Песента е написана от Ира Шикман, Осборн Бингам, Кара ДиоГуарди и Пола Абдул, и продуциран от Майк Спенсър. Песента достигна първото място на UK Singles Chart и ARIA Charts.

## Видео клип
Видеото изобразява Миноуг танци в нощен клуб в малки златни мини-шорти.

## Формати и песни
Британски / Австралийски CD 1
1. Spinning Around – 3:28
2. Spinning Around (Sharp Vocal Mix) – 7:04
3. Spinning Around (7th Spinnin' Dizzy Dub) – 5:23
4. Spinning Around (Video)

Британски / Австралийски CD 2
1. Spinning Around – 3:28
2. Cover Me with Kisses – 3:08
3. Paper Dolls – 3:34

Европейски CD
1. Spinning Around – 3:28
2. Cover Me with Kisses – 3:08
3. Paper Dolls – 3:34
4. Spinning Around (Sharp Vocal Mix) – 7:04
5. Spinning Around (Video)